# Public Square (Cleveland)
Public Square (lit. 'Plaza Pública') es la plaza central del Downtown de Cleveland, en el estado de Ohio (Estados Unidos). Basada en un modelo de Nueva Inglaterra del siglo XVIII, era parte del plano original de la ciudad de 1796 supervisado por el fundador de la ciudad, el general Moses Cleaveland, de Connecticut Land Company. El centro histórico del centro de la ciudad, fue agregado al Registro Nacional de Lugares Históricos en 1975.
La plaza de 4 ha se encuentra en la antigua intersección de Superior Avenue y Ontario Street. Los tres edificios más altos de Cleveland, la Key Tower, el 200 Public Square y la Terminal Tower, miran hacia ella. Otros hitos cercanos son la Old Stone Church de 1855 y los antiguos grandes almacenes Higbee's, que se hicieron famosos en la película de 1983 A Christmas Story.
Originalmente diseñada como cuatro plazas separadas divididas en dos por Superior Avenue y Ontario Street, la plaza fue remodelada en 2016 por la ciudad en un entorno más amigable para los peatones al enrutar la mayor parte del tráfico alrededor de la plaza. Se eliminó la sección de Ontario Street a través de la plaza, mientras que la sección de Superior Avenue se reconstruyó para permitir solo autobuses con paradas para múltiples líneas de autobús de la Autoridad de Tránsito Regional del Gran Cleveland. La mitad norte de la plaza es principalmente un espacio verde e incluye una estatua del alcalde reformista Tom L. Johnson. La mitad sur es principalmente un área de plaza pavimentada con una cafetería y una fuente de agua adyacente al Monumento a los soldados y marineros de 38,1 m y una estatua de Moses Cleaveland.

## Historia
Public Square aparece en el plan original de Connecticut Land Company para la ciudad, supervisado por Moses Cleaveland en la década de 1790. La plaza es la firma del diseño de las primeras ciudades de Nueva Inglaterra, que se inspiró en Cleveland. Esta pasó de ser un prado pasto común para los animales de los colonos, a convertirse en 1879 en la primera calle del mundo iluminada con farolas eléctricas, lámparas de arco diseñadas por Cleveland diseñadas por el nativo Charles F. Brush. La plaza se agregó al Registro Nacional de Lugares Históricos el 18 de diciembre de 1975.
En la actualidad, un estacionamiento da a su cuadrante noroeste. Un edificio de 12 pisos de 1913 fue demolido en 1990 para dar paso al nuevo Ameritrust Center, un rascacielos de 365 m diseñado por Kohn Pedersen Fox de Nueva York. Antes de que comenzara la construcción, Ameritrust fue adquirida por Society Bank, que también planeaba construir y posteriormente reubicarse en un nuevo edificio en Public Square: Key Tower (anteriormente conocido como Society Center). Debido a que Society no necesitaba dos rascacielos, se descartaron los planes para el edificio Ameritrust.
Otros edificios que dan a la plaza incluyen 55 Public Square (1958), 75 Public Square (1915), Society for Savings Building (1890), Palacio de Justicia de Metzenbaum (1910), los antiguos grandes almacenes May Company (1914), Park Building ( 1903), y el Renaissance Cleveland Hotel (1918). El Cuyahoga Building (1893) y el Williamson Building (1900) demolidos anteriormente se encontraban en el sitio de 200 Public Square.
Public Square es a menudo el sitio de mítines políticos y funciones cívicas, incluido un concierto anual gratuito del Día de la Independencia a cargo de la Orquesta de Cleveland. En el Balloonfest '86, cerca de 1,5 millones de globos se elevaron desde Public Square, cubrieron la Terminal Tower y establecieron un récord mundial.

### Renovación de 2010

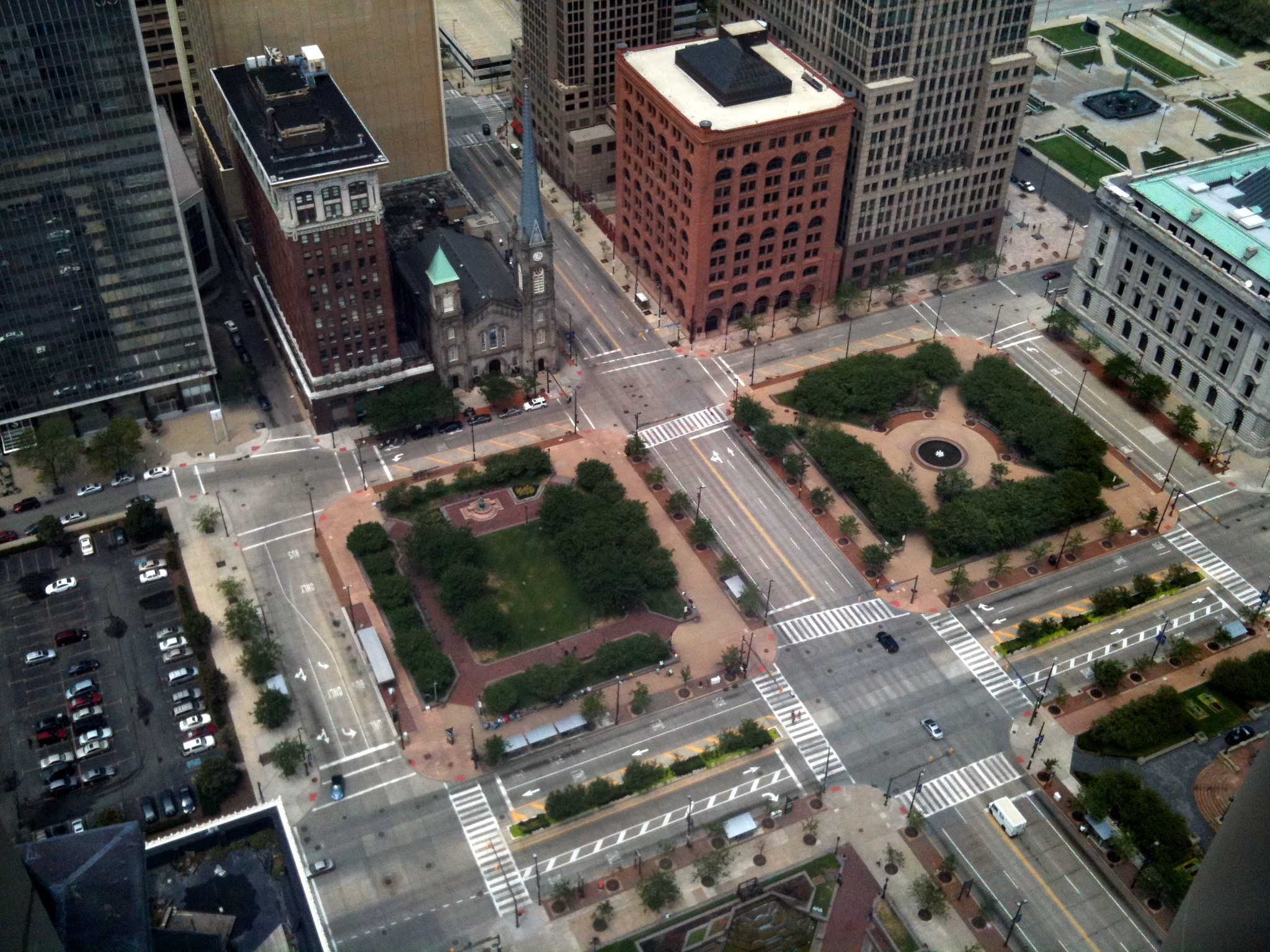
Vista parcial de la plaza en 2010 en su configuración anterior desde Terminal Tower

En colaboración con el arquitecto paisajista James Corner, en 2009 comenzaron los planes para rediseñas la plaza. En octubre de 2011, el alcalde de Cleveland, Frank Jackson, propuso una remodelación que incluía cerrar Superior Avenue y Ontario Street para crear una gran zona verde. El 23 de octubre de 2014, la Comisión de Monumentos Históricos de Cleveland aprobó un plan que cerró Ontario Street pero mantuvo Superior Avenue abierta al tráfico de autobuses y mantuvo el Monumento a los soldados y marineros.
El proyecto comenzó a construirse el 9 de marzo de 2015, y se inauguró oficialmente el 30 de junio de 2016. El desarrollo de Public Square se mostró durante el desfile del campeonato de los Cleveland Cavaliers como un espectáculo bienvenido con gran parte de los materiales de construcción retirados para mostrar la renovación. Al principio, los autobuses no pasaban por Superior Avenue como estaba previsto, pero para evitar un reembolso de $12 millones de las subvenciones a la Administración Federal de Tránsito, la Autoridad de Tránsito Regional del Gran Cleveland acordó pasar autobuses por ella en marzo de 2017. La ciudad de Cleveland instaló barreras de Jersey a lo largo de Superior Avenue debido a temores de terrorismo contrario al diseño original.
Un episodio de American Ninja Warrior de NBC se llevó a cabo en Public Square y se emitió en julio de 2017 Un café privado, Rebol, ubicado en el área suroeste de Public Square, abrió en julio de 2016.

## Transporte

### Carreteras
Public Square la delimitan por East Roadway y West Roadway al oriente y al occidente. Al norte y sur, la delimitan Rockwell Avenue y South Roadway.
En total, diez rutas estadounidenses y estatales se encuentran en Public Square. Es el término norteño de SR 3, SR 8, y SR 43 ; el término occidental de US 322, US 422, SR 14 y SR 87 ; y el extremo noreste de la US 42. La US 6 pasa por la plaza en Superior, y la US 20 ingresa desde el oeste en Superior y sale por Euclid Avenue. La US 21 también terminaba en Public Square hasta que esa ruta se truncó a Marietta en 1967.

### Transporte público
Public Square está junto a la estación de tránsito de Tower City, a la que llegan tres líneas de tren RTA. También termina allí la HealthLine, una línea de autobús de tránsito rápido que viaja a lo largo de Euclid Avenue.

## Acontecimientos históricos y cultura popular
- El 28 de abril de 1865, el ataúd del presidente Abraham Lincoln estuvo a la vista del público en Public Square durante el viaje de regreso de su cuerpo a Illinois.
- En la noche del 29 de abril de 1879, las nuevas farolas de Charles F. Brush iluminaron Public Square por primera vez utilizando un generador situado cerca de la propia plaza.[24][25]
- En 1881, el presidente James A. Garfield yace en el estado en Public Square después de su muerte[26]
- En 2011, Public Square se transformó en una taberna al aire libre y una escena callejera en Stuttgart, Alemania, para el rodaje de The Avengers.[27]

## Galería

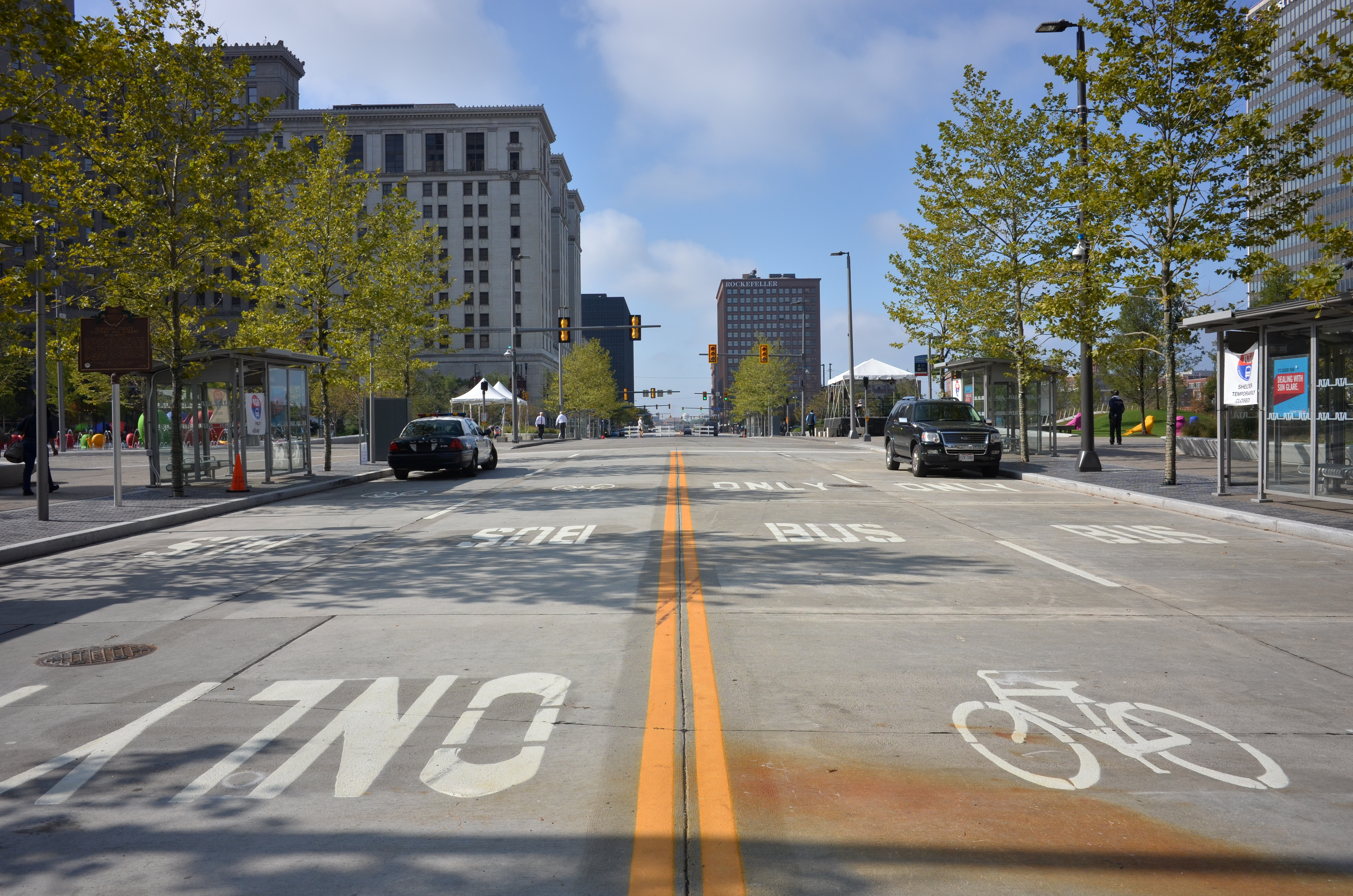
La Public Square en 2016 desde la Superior Avenue
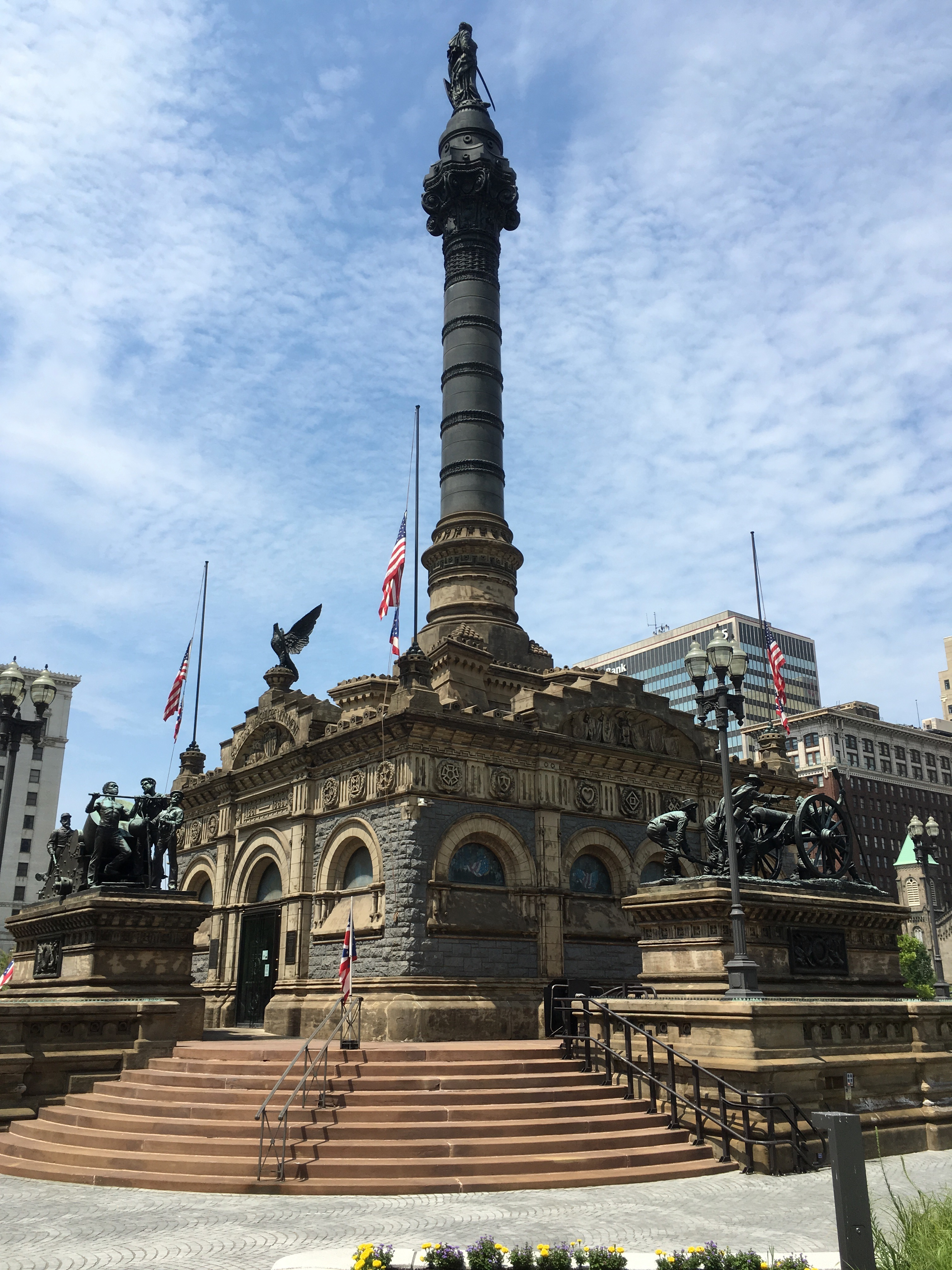
El Monumento a los soldados y marineros
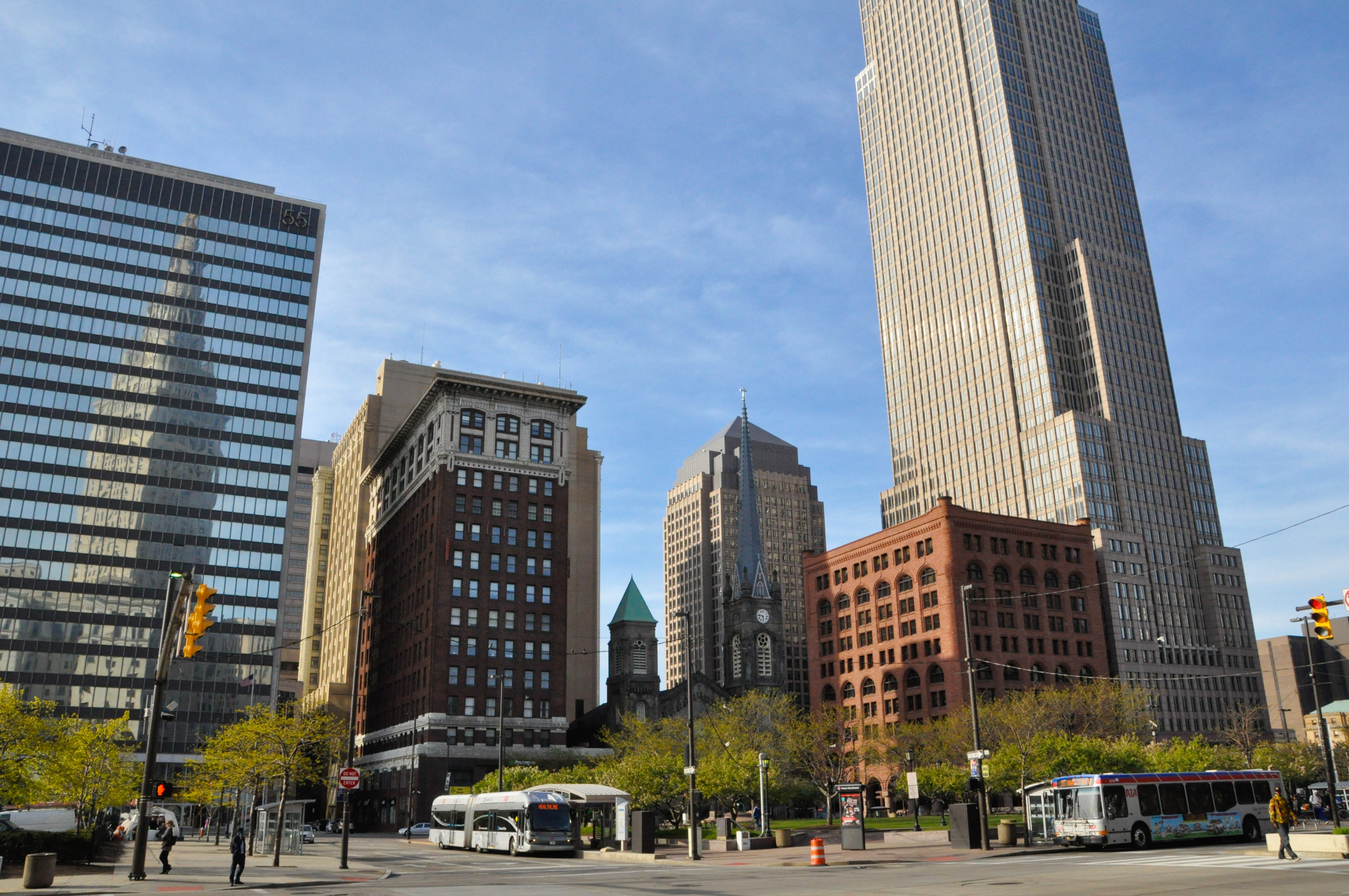
El lado norte de la Public Square en 2012